# Joachim Brandis der Ältere
Joachim Brandis der Ältere (geboren 3. August 1516 in Hannover; gestorben 1. Mai 1597 in Hildesheim) war ein deutscher Kommunalpolitiker und Hildesheimer Bürgermeister.

## Leben
Joachim Brandis der Ältere war einer der Söhne des Hildesheimer Bürgermeisters Henning Brandis, Sohn des Tuchkaufmanns Hans Brandis (1415–1481) und der Ilsebe, Tochter des Henning Winkelmann (gestorben 1477) und dessen dritter Ehefrau Adelheid (geboren 12. November 1508), Tochter des hannoverschen Bürgermeisters Hans Blome. Sein älterer Bruder Tile Brandis (1511–1566) war mehrmals gewählter Bürgermeister von Hildesheim.
In den Jahren von 1576 bis 1587 war auch Joachim Brandis der Ältere mehrmals gewählter Bürgermeister von Hildesheim.

## Familie
Joachim Brandis gilt als Stammvater des jüngeren Hauptstammes der Familie Brandis.
Brandis heiratete am 7. Juni 1540 Anna Deichs. Der am 27. Mai 1553 in Hildesheim geborene Sohn Joachim Brandis der Jüngere (gestorben am 13. Januar 1615 ebenda) wurde ebenfalls mehrmals zum Bürgermeister Hildesheims gewählt.
In zweiter Ehe war Joachim Brandis der Ältere seit dem 21. Mai 1587 mit Anna Wiedemeyer aus Eldagsen verheiratet beziehungsweise mit der 1564 geborenen Anna Wedemeyer, Tochter oder Schwester des Calenberger Großvogts Konrad Wedemeyer des Älteren.

## Porträt
Mitte 2016 ersteigerte das Roemer- und Pelizaeus-Museum Hildesheim aus dem Archiv der Familie Brandis mit Hilfe von Sponsoren drei Ölgemälde mit Porträts von Familienmitgliedern, darunter das Bildnis des Joachim Brandis des Älteren. Die Bilder aus der Zeit der Renaissance zählen zu den ältesten Porträt-Beispielen bedeutender Bürger Hildesheims. Nach ihrer Restaurierung wurde eine Hängung der Gemälde über dem Struckmann-Saal im historischen Rathaus angekündigt.